# توواتشوو
توواتشوو (به چکی: Tovačov) یک منطقهٔ مسکونی و شهرستان دارای شهرک سابقاً روستا در جمهوری چک است که در ناحیه پرروف واقع شده‌است. توواتشوو ۲٬۶۱۶ نفر جمعیت دارد.